# Bradichinina

Formula Topologica della Bradichinina

La bradichinina è un neurotrasmettitore peptidico prodotto localmente nei tessuti dell'organismo, molto spesso come reazione in seguito a un trauma fisico. La bradichinina aumenta la permeabilità dei vasi, inoltre rilassa le cellule muscolari dei vasi dando vasodilatazione in quel distretto. L'ormone svolge un ruolo importante nella trasmissione del dolore.
Un'eccessiva concentrazione di bradichinina è responsabile dei tipici sintomi dell'infiammazione, quali gonfiore, arrossamento, calore e dolore. Questi sintomi vengono mediati attraverso l'attivazione dei recettori B2 della bradichinina. Poiché anche l'icatibant si lega ai recettori B2, spostando la bradichinina da tale legame, tale farmaco costituisce un antagonista competitivo dei recettori B2, che agisce per un periodo relativamente lungo sui recettori con effetto inibente.

## Struttura
La bradichinina è un nonapeptide. La sequenza aminoacidica è: Arg - Pro - Pro - Gly - Phe - Ser - Pro - Phe - Arg.

## Sintesi
Nel sistema chinina-callicreina la bradichinina è generata, mediante taglio proteolitico, a partire dal chininogeno precursore HMWK (chininogeno ad alto peso molecolare) per opera dell'enzima callicreina.

## Metabolismo
Nell'uomo la bradichinina è catabolizzata principalmente da tre chininasi, tra cui l'ACE.

## Storia
La bradichinina fu scoperta da tre ricercatori brasiliani, coordinati da Maurício Rocha e Silva, durante degli studi sull'istamina.
La scoperta avvenne nell'Universitá di Ribeirão Preto-USP (facoltà di medicina) nel 1948. Oltre a Maurício Rocha e Silva parteciparono alla ricerca Wilson Teixeira Beraldo, all'epoca professore della facoltà di medicina, e Gastão Rosenfeld, che aveva lasciato un posto da ricercatore all'Istituto Butantã (specializzato in ricerche su veleno di serpenti) e portava con sé campioni di veleno del serpente Bothrops Jararaca (un tipo di vipera).
Il veleno venne mischiato a sangue di cane e testato nell'intestino isolato di cavie. Gli scienziati volevano testare l'istamina, comune nel veleno di serpenti, e si aspettavano una contrazione della muscolatura liscia. Il sangue, invece, non presentava istamina e mostrava un effetto differente sul muscolo isolato.
Al contrario dell'istamina, la contrazione si manifestava di forma lenta, ma consistente, e si manteneva per alcuni minuti. Questo convinse Rocha e Silva a attribuirla a una nuova sostanza battezzata come bradichinina (bradys = lento, kinesis = movimento). La pubblicazione della sua scoperta uscì nel 1949 in una rivista scientifica brasiliana (Ciência e Cultura) e poi nell'American Journal of Physiology.